# Groote Kerk (Graaff-Reinet)

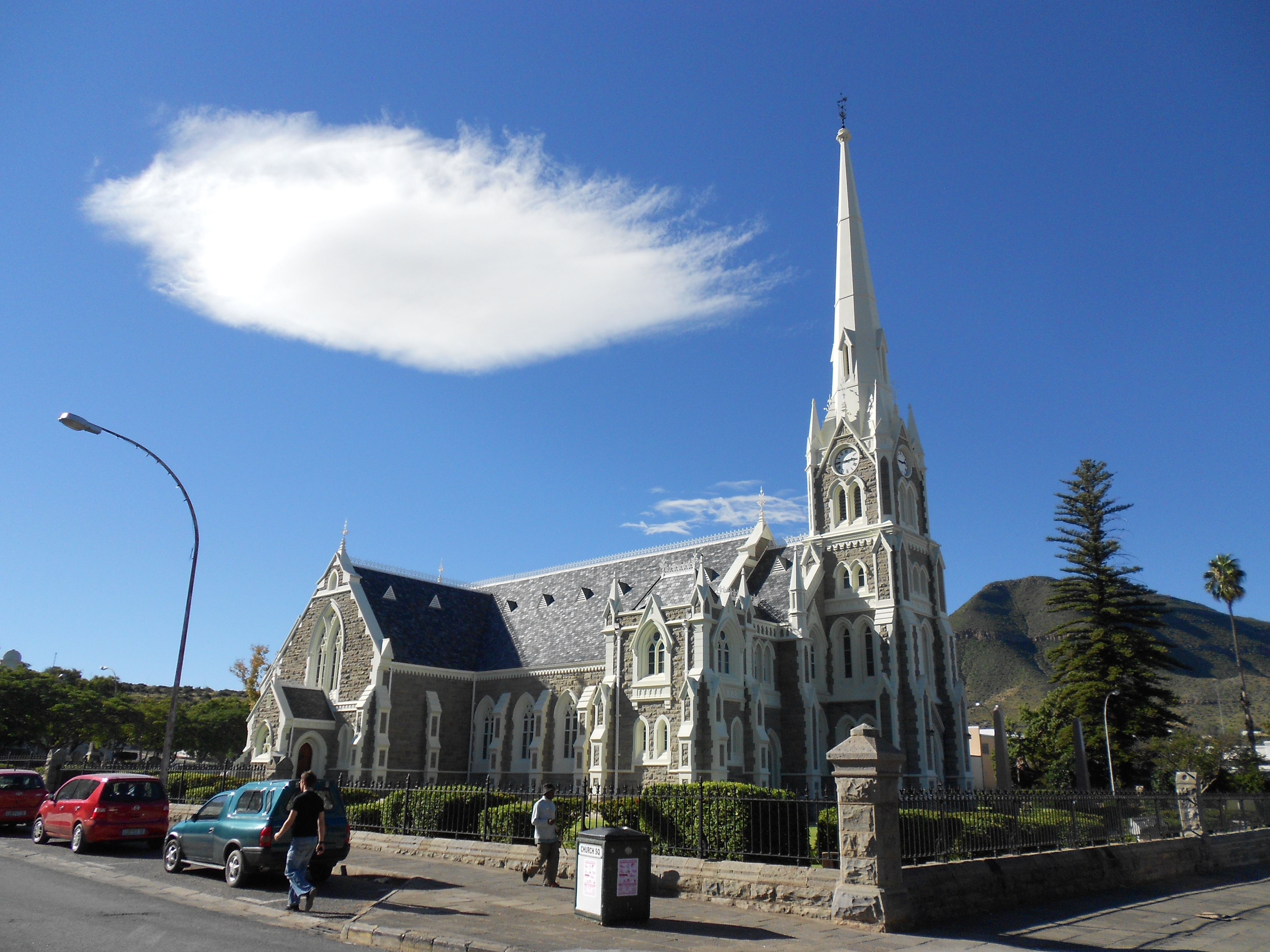
Groote Kerk in Graaff-Reinet (2012)

Des Groote Kerke ist ein monumentales Gebäude der Niederländisch-reformierten Kirche aus dem 19. Jahrhundert in Graaff-Reinet, Südafrika.
Die neugotische Kirche wurde nach einem Entwurf des Architekten J. Bisset erbaut, nachdem die Vorgängerkirche für die Gemeinde zu klein geworden war. Das Gebäude aus dem Jahr 1887 besteht aus Sandstein, der aus dem benachbarten Adendorp stammt. Die Kirche besitzt eine Sammlung kapholländischen Silbers, darunter das Taufbecken.
Die Gemeinde wurde 1792 gegründet.